# Правова сім'я

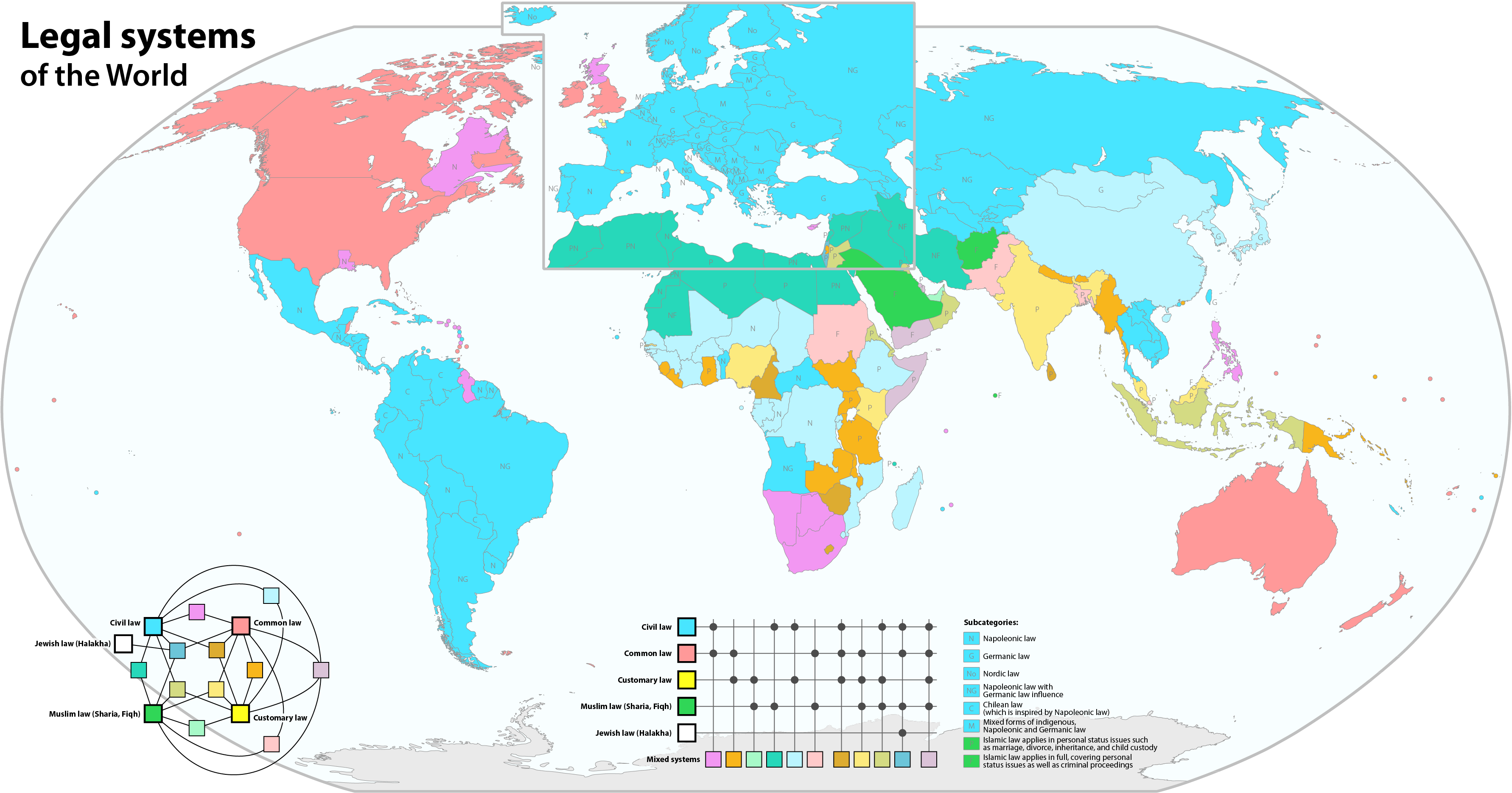
Правові сім'ї світу

Правова сім'я — сукупність правових систем, об'єднаних спільністю історичного формування, структури права, його джерел, провідних галузей та інститутів, правозастосування, правосвідомості, поняттєвого апарату юридичної науки.
Одне з основних понять порівняльного правознавства. Це поняття підкреслює однорідність явищ, які виникли і функціонують унаслідок впливу тих самих причин.

## Термінологія
Термін «правова сім'я» (А. Саїдов) має різні аналоги. Для позначення відповідної моделі правових систем використовують терміни: «сім'я правових систем» – Р. Давид, «правові кола» – К.-Х. Еберг і М. Рейстайн, «форма правових систем» – І. Сабо, «структурна спільність» – С. С. Алєксєєв, «правова система».

## Значення
Поняття «правова сім'я» має істотне значення для порівняльно- правових досліджень. Воно дає можливість зіставлення національних правових систем за певними основними критеріями для виділення спільних ознак. Об'єднання правових систем у правові сім'ї дає змогу виявити спільність принципів та інститутів правових систем, побачити їхню загальну основу.
У XX столітті кількість національних правових систем зросла особливо, тож для полегшення їх вивчення доцільно звертати увагу на відомі типові материнські правові системи у складі кожної правової сім'ї, де вперше і сформувалися певні оригінальні правові ознаки. Правові сім'ї виступають у ролі певних «моделей», особливих типів права, до яких входить значна кількість правових систем.

## Критерії виділення правових сімей
Важливими критеріями виділення правових сімей виступають: історія розвитку правової системи, правова та інша ідеологія, структура права, система джерел права, провідні інститути та галузі, юридична техніка, правова культура і традиції, механізм правозастосування, релігійно-культурний, географічний чинник тощо .
Різні дослідники беруть до уваги дещо різні комплекси критеріїв.
Підходи до класифікації
Для класифікації правових систем Р. Давид зосереджує увагу на критерії юридичної техніки та політичних, філософських та економічних принципах. Тобто, правові системи, які відносяться до однієї правової сім'ї, повинні ґрунтуватись на однакових філософських, політичних та економічних принципах. Внаслідок цього йому вдається виокремити три правові сім'ї: романо-германську, англосаксонську та соціалістичну. Пізніше вчений створив ще одну класифікацію, яка передбачає поділ релігійно-традиційну правову сім'ю на окремі підвиди: мусульманську, індуську, юдейську сім'ї, правові сім'ї країн Далекого Сходу, Африки та Мадагаскару.
К. Цвайгерт за критерій класифікації бере поняття «правовий стиль». Він виокремлює вісім правових сімей: романську, германську, скандинавську, загальну, соціалістичну, далекосхідну, ісламську, індуську.
Деякі вчені ще додатково вирізняють латиноамериканську, юдейську, звичаєву, слов'янську правові сім'ї.
Обидві класифікації не поширюються на всі правові системи. На погляди вчених, основними критеріями поділу правових систем на правові сім'ї має бути правова свідомість та культура суспільства.
Будь-який поділ правових систем має відносний характер. У різних правових системах можна знайти інститути права, галузі, правові системи, які за характером аналогічні до інших правових систем. Відносний характер класифікації також можна помітити і у постійному переплетінні цих інститутів, галузей та систем права.

## Основні сучасні правові сім'ї
- Романо-германська правова сім'я сформувалась на основі римського цивільного права, на яке також вплинули як канонічне і доктринальне право, так і місцеві норми-звичаї. Континентальне право охоплює правові системи Німеччини, Італії, Бельгії, Іспанії, Швейцарії, Португалії, Австрії, Угорщини. Також до даної правової сім'ї можна віднести Україну, Росію, Болгарію .

- Під впливом англійської правової системи сформувалась англо-американська правова сім'я. Її також називають англосаксонською правовою сім'єю, проте цей термін не є коректним. Важливе місце посідає судова нормотворчість. В основному ця правова сім'я поширилась на Велику Британію та на країни, які перебували під її політико-правовим впливом.

- Релігійна правова сім'я складається з релігійних правових систем держав, що базуються на віровченнях. До неї зараховують: мусульманське право, юдейське право, індуське право, канонічне право християнської релігії[4].

- Традиційна правова сім'я – об'єднує правові системи, що ґрунтуються на звичаєвому праві. Її особливістю є піднесення прав громади над правами окремого індивіда. До неї належать — японське право, далекосхідне право, звичаєве право окремих держав Азії, Океанії, звичаєве племінне право американських індіанців та африканське звичаєве право.

- Змішаний тип правової системи являє собою поєднання елементів правових систем романо-германського, англосаксонського та інших типів. Цей тип правової системи можна назвати гібридним[5] .